# 金華山 (宮城県)

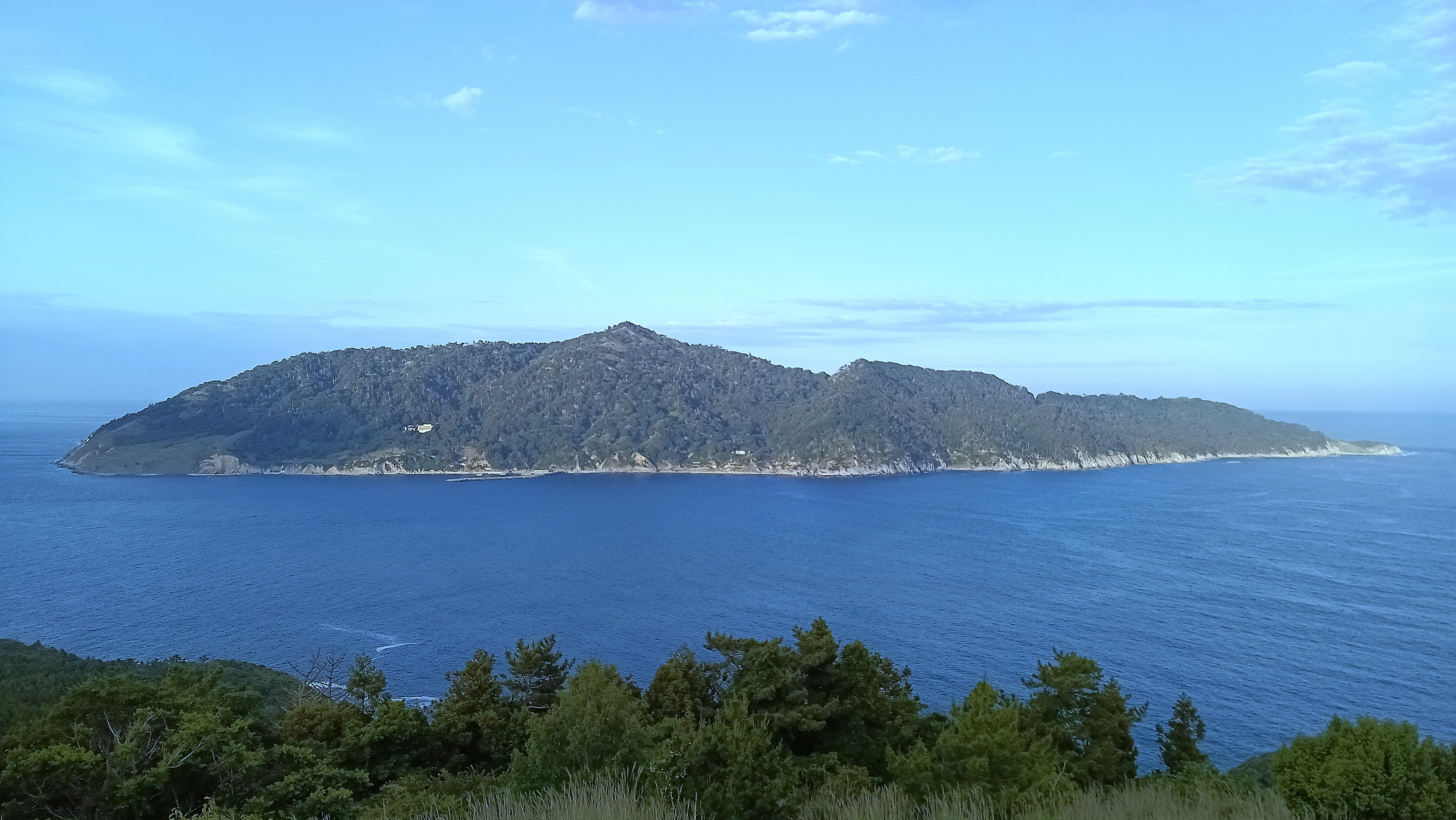
牡鹿半島のおしか御番所公園展望台より望む金華山。

金華山（きんかさん）は、宮城県石巻市の太平洋上にある島で、牡鹿半島の先端の東側に位置する。島の周囲26キロメートル、面積約12平方キロメートル。人口は5人。これは全員が後述の神社の神職であり、他に一般の居住者はいない。

## 地理

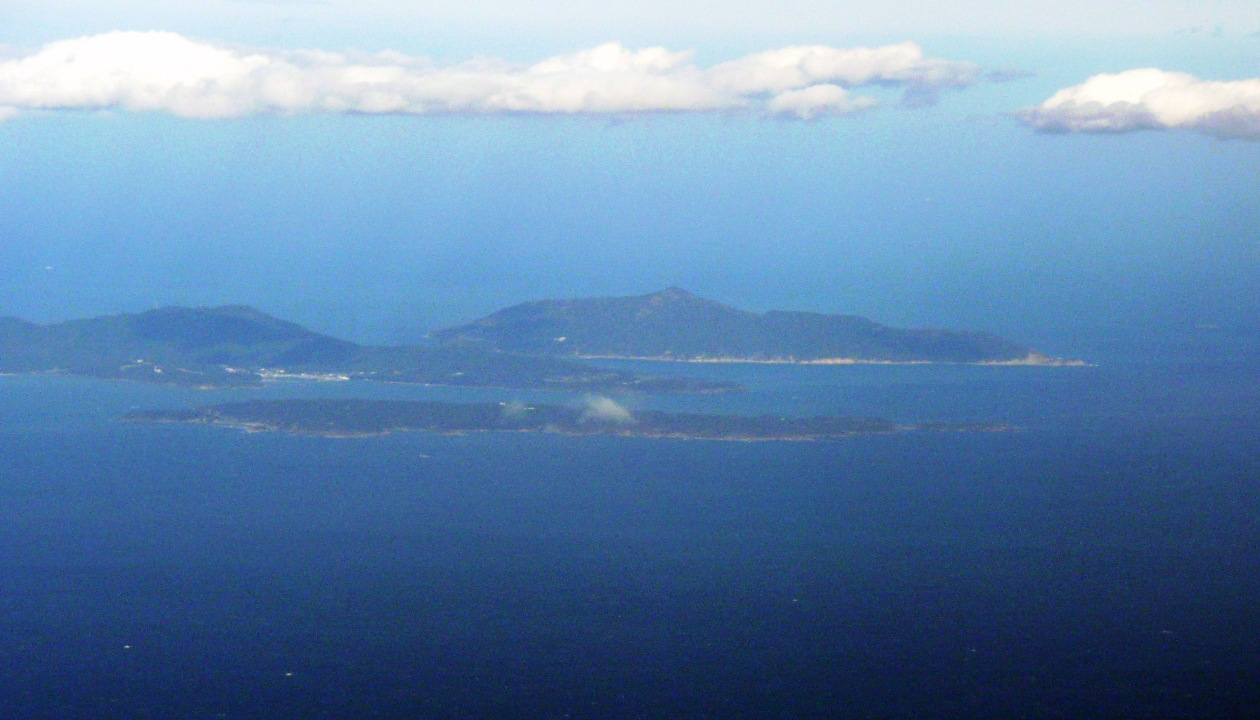
手前から網地島、牡鹿半島、金華山。

島全域が山であり、最高点は444.9メートル。山頂には二等三角点（点名「金華山」）が設置されている。平地はほとんどない。神社付近を除く大部分が国有地である。古くから信仰の島であり、手つかずの自然が多く残されている。島は1979年（昭和54年）に南三陸金華山国定公園の一部として指定され、2015年（平成27年）には三陸復興国立公園へ編入された。対岸の牡鹿半島との間には「金華山瀬戸」という海域がある。
島の南東には鮑荒崎（あわびあらさき、蛇穴崎とも）と呼ばれる岬がある。岬には海上保安庁の金華山ヘリポートがあり、その南には金華山灯台が置かれている。金華山灯台は1876年（明治9年）の初点灯から140年以上経過している宮城県内で最も古い洋式灯台である。
植生は、ブナ、モミ、マツなどが多い。固有種である金華芝が自生する。1980年代ごろからマツクイムシの被害が目立ち始め、島の南部では壊滅的な状態となっている。抜本的な対策が求められているが、シカやサルの保護のため薬剤散布が難しいという問題がある。マツクイムシに対する抵抗性を持ったマツの植樹が行われている。
この地域にはニホンヒキガエルが生息していないため、ここに生息するヤマカガシはヒキガエルを捕食して得られる頸腺毒を持たない。

### シカ食害による植生の荒廃
増えすぎたシカの食害によって若い木が育たず、森林の世代交代が進まない。巨木は多いがその巨木も枯れたり倒木しているものも見受けられる。一部では草原化しつつあり、森林崩壊の危機が指摘されている。森林を回復させる目的で、後継樹育成のための防鹿柵（）設置が行われている。「柵の中は森林、柵の外は芝生」といった極端に対照的な景色が見られ、生態系に対するシカの壊滅的な影響力を物語っている。

## 黄金山神社
島には黄金山神社がある。島全体が神社の神域となっており、地場の信仰の対象として有名である。青森県の恐山、山形県の出羽三山と並ぶ「奥州三霊場」に数えられている。「三年続けてお参りすれば一生お金に困ることはない」という言い伝えがあり、参拝客を集めている。また、神の使いとして保護されている多数の鹿が生息している。毎年10月第一、第二日曜には鹿の角切りの神事が行われる。参集殿は来島者唯一の宿泊施設となっている。恋愛成就に効果があると言われる相生の松がある。
黄金山神社で行われる行事として初巳大祭がある。弁財天の神使が蛇（巳）である事に因む祭儀である。毎年5月に開催され期間中の日曜日には神輿渡御（）が行われる。

## 水産業との関わり
島の東側に広がる三陸海岸南部沖は魚類が豊富で、「金華サバ」のように地名を冠してブランド化している例もある。この一帯の漁場を表す場合に「金華山沖○○km」と表現される。
海洋水産資源開発促進法施行令における「仙台湾・金華山沖海域」は、以下の点（世界測地系）を順次に結んだ線により囲まれた海域。すなわち、宮城県本吉郡南三陸町・鵜島から福島県双葉郡浪江町・請戸川河口までの沿岸海域。
- 北緯38度42分03秒 東経141度35分26秒 / 北緯38.70083度 東経141.59056度の点
- 北緯38度31分27秒 東経141度33分07秒 / 北緯38.52417度 東経141.55194度の点
- 北緯38度24分03秒 東経141度36分03秒 / 北緯38.40083度 東経141.60083度の点
- 北緯38度16分47秒 東経141度35分31秒 / 北緯38.27972度 東経141.59194度の点
- 北緯38度13分54秒 東経141度29分50秒 / 北緯38.23167度 東経141.49722度の点
- 北緯38度17分50秒 東経141度10分21秒 / 北緯38.29722度 東経141.17250度の点
- 北緯38度10分36秒 東経141度04分29秒 / 北緯38.17667度 東経141.07472度の点
- 北緯37度50分12秒 東経141度00分25秒 / 北緯37.83667度 東経141.00694度の点
- 北緯37度29分10秒 東経141度03分41秒 / 北緯37.48611度 東経141.06139度の点
- 北緯38度00分22秒 東経141度59分34秒 / 北緯38.00611度 東経141.99278度の点
- 北緯38度20分22秒 東経141度59分34秒 / 北緯38.33944度 東経141.99278度の点
- 北緯38度42分03秒 東経141度35分26秒 / 北緯38.70083度 東経141.59056度の点

## 交通

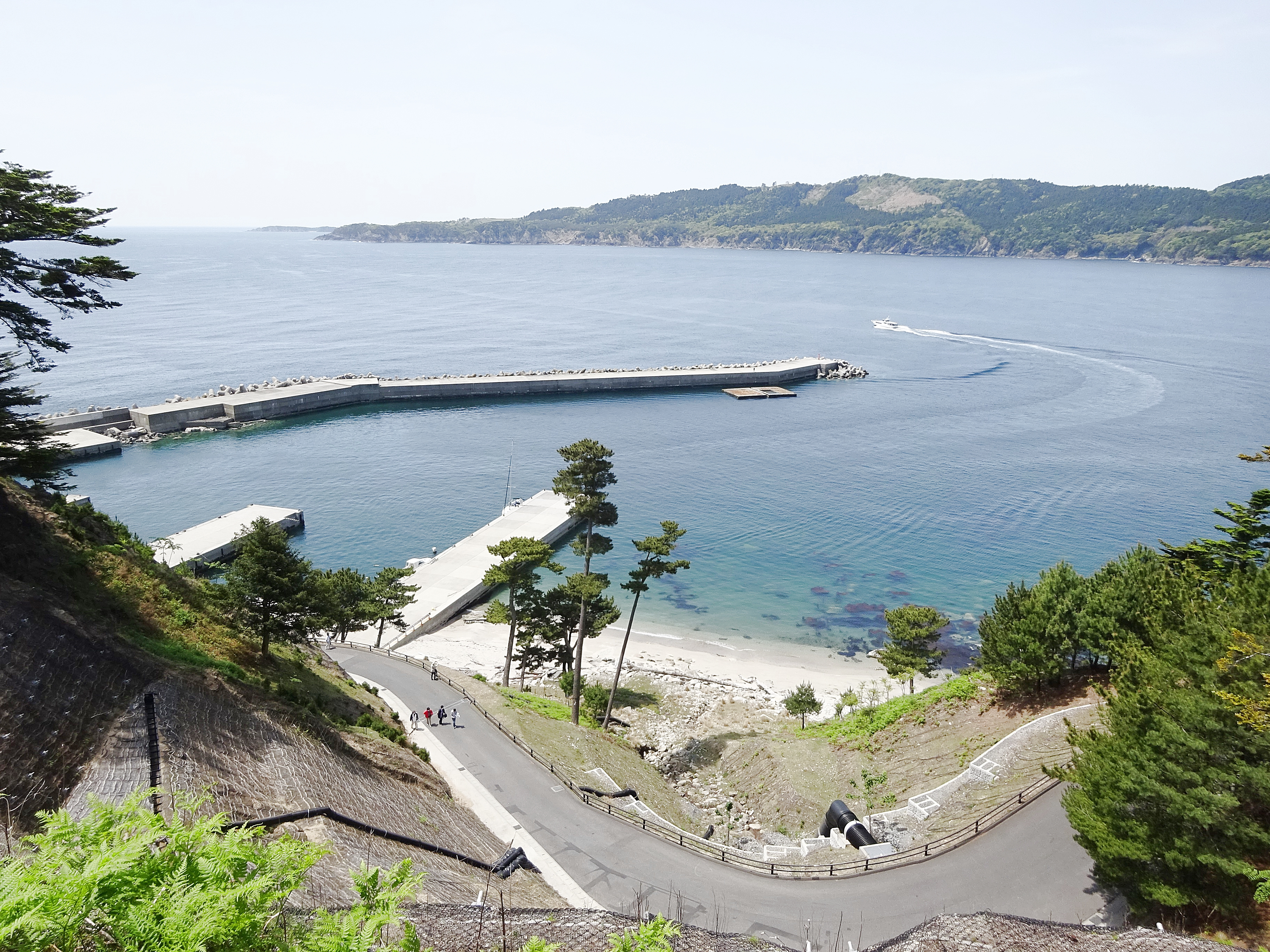
金華山の港

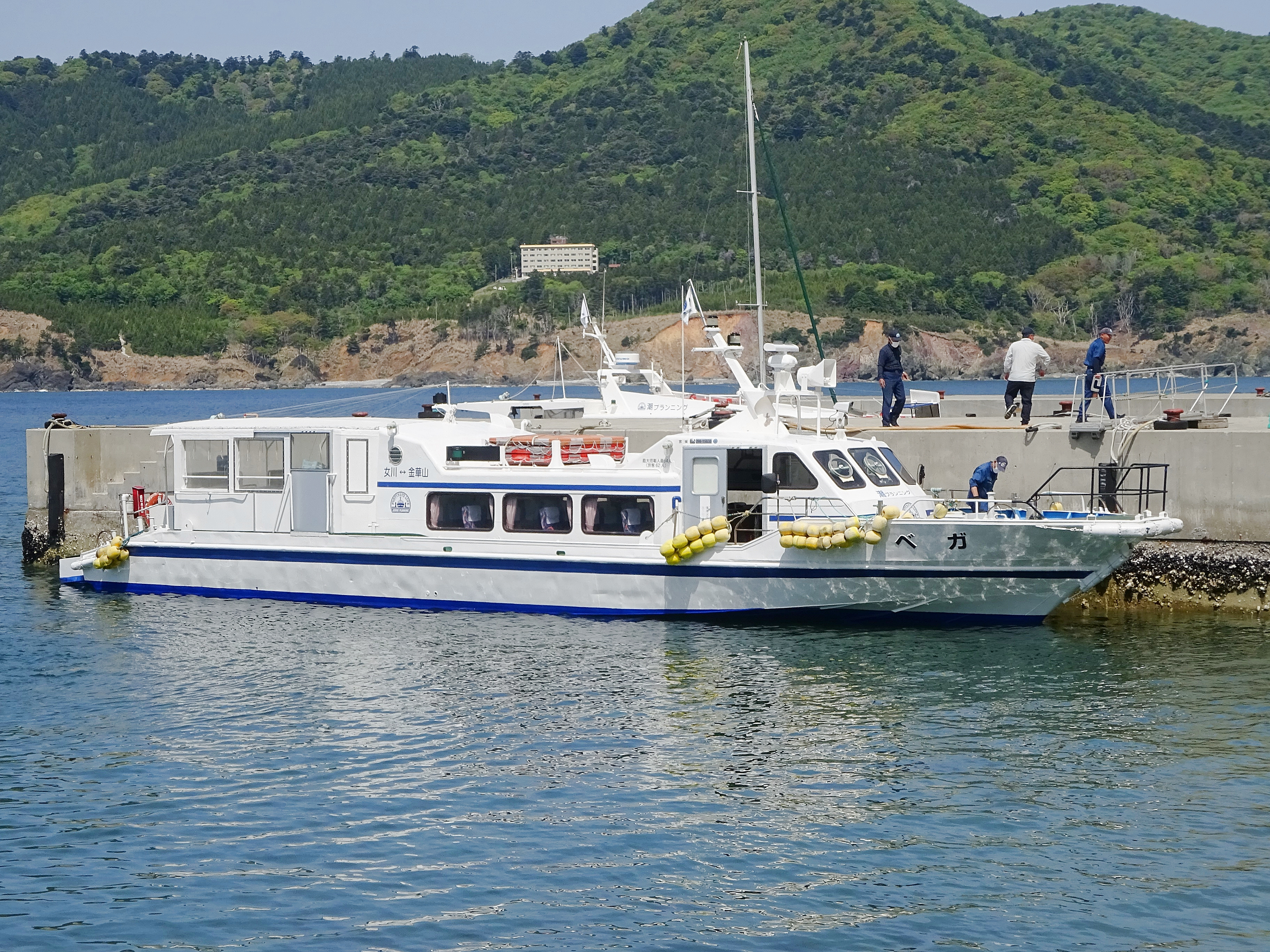
女川港から就航する潮プランニング所有船「ベガ」

金華山と女川港（女川町）を結ぶ航路、並びに鮎川港（石巻市）を結ぶ航路がある。以下の3社が運航する定期観光船のほか、不定期観光クルーザーや海上タクシー等で島への渡航も可能である。金華山桟橋では、国内の汽船乗り場で唯一の宝くじ窓口販売がある。
- 潮プランニング（女川航路）
- 金華山観光クルーズ（鮎川航路）
- シードリーム金華山（鮎川航路）

女川-金華山航路の所要時間は35分。鮎川-金華山航路の所要時間は25分である。
女川桟橋まではJR石巻線女川駅より徒歩5分、もしくは石巻駅前から渡波駅前経由女川・指ヶ浜方面行きミヤコーバスで女川海岸下車。鮎川港までは石巻駅前から渡波経由でミヤコーバスによる鮎川行き路線バスが運行しており、所要時間1時間15分。

## ギャラリー

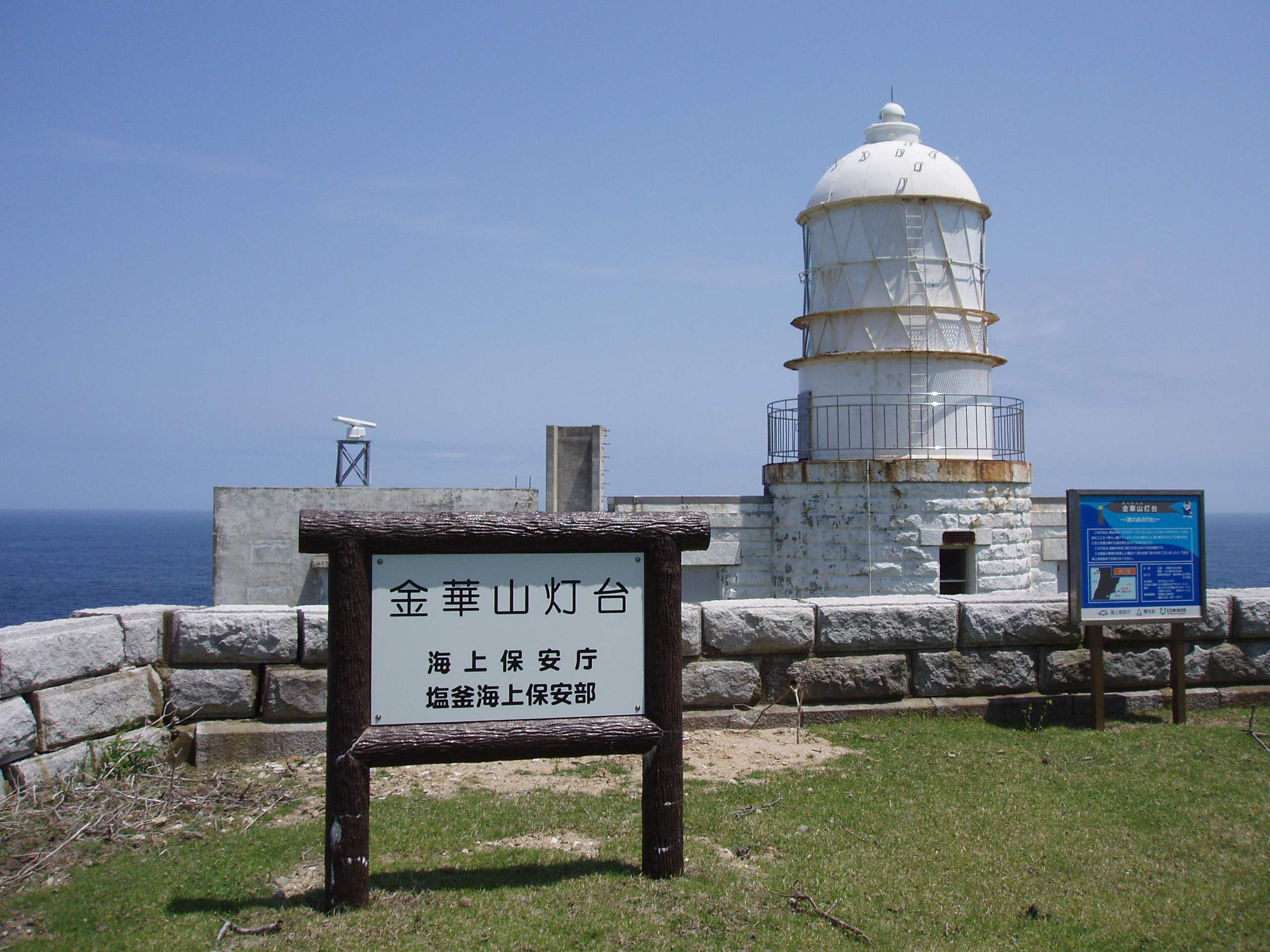
金華山灯台
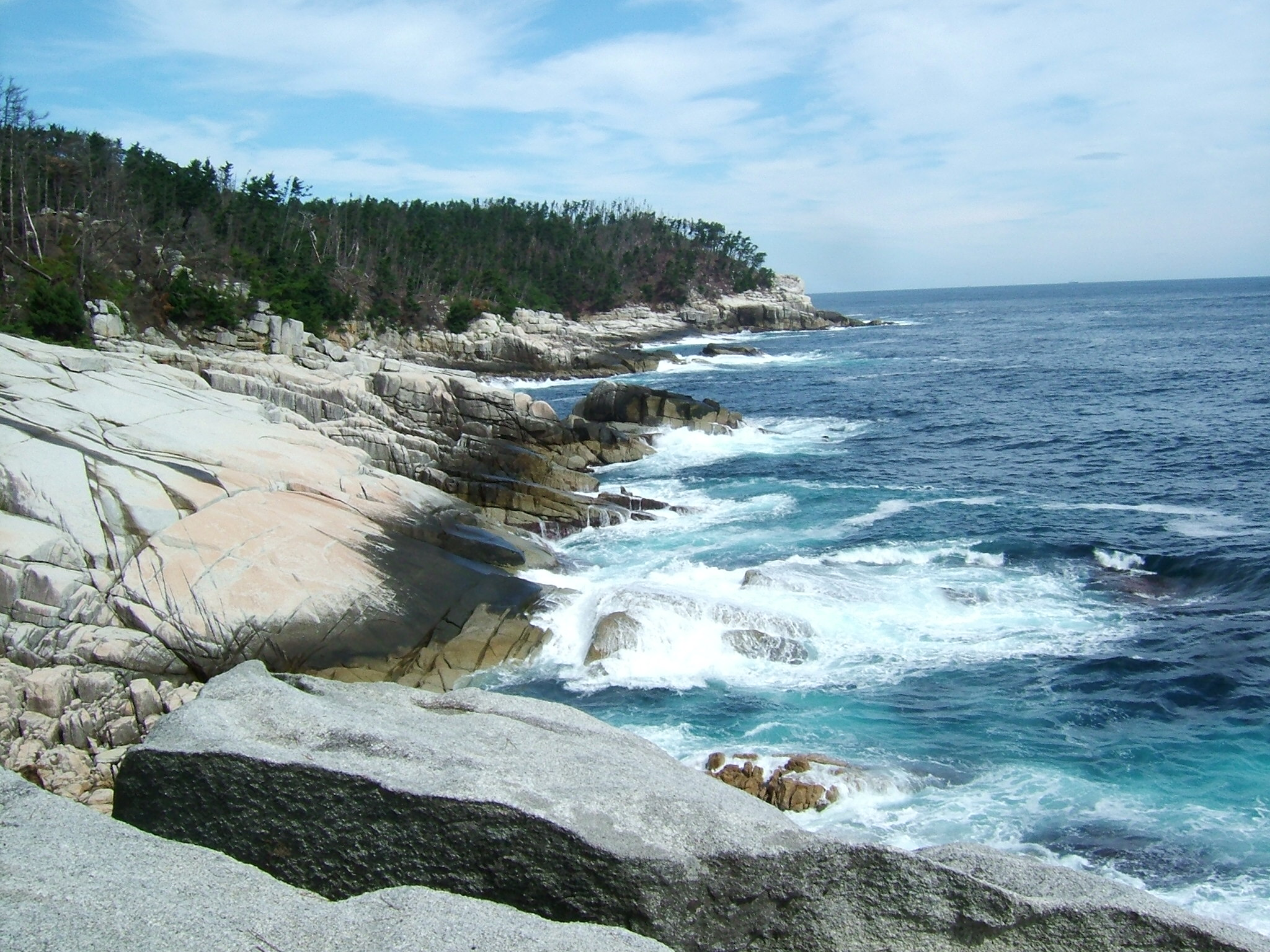
金華山千畳敷
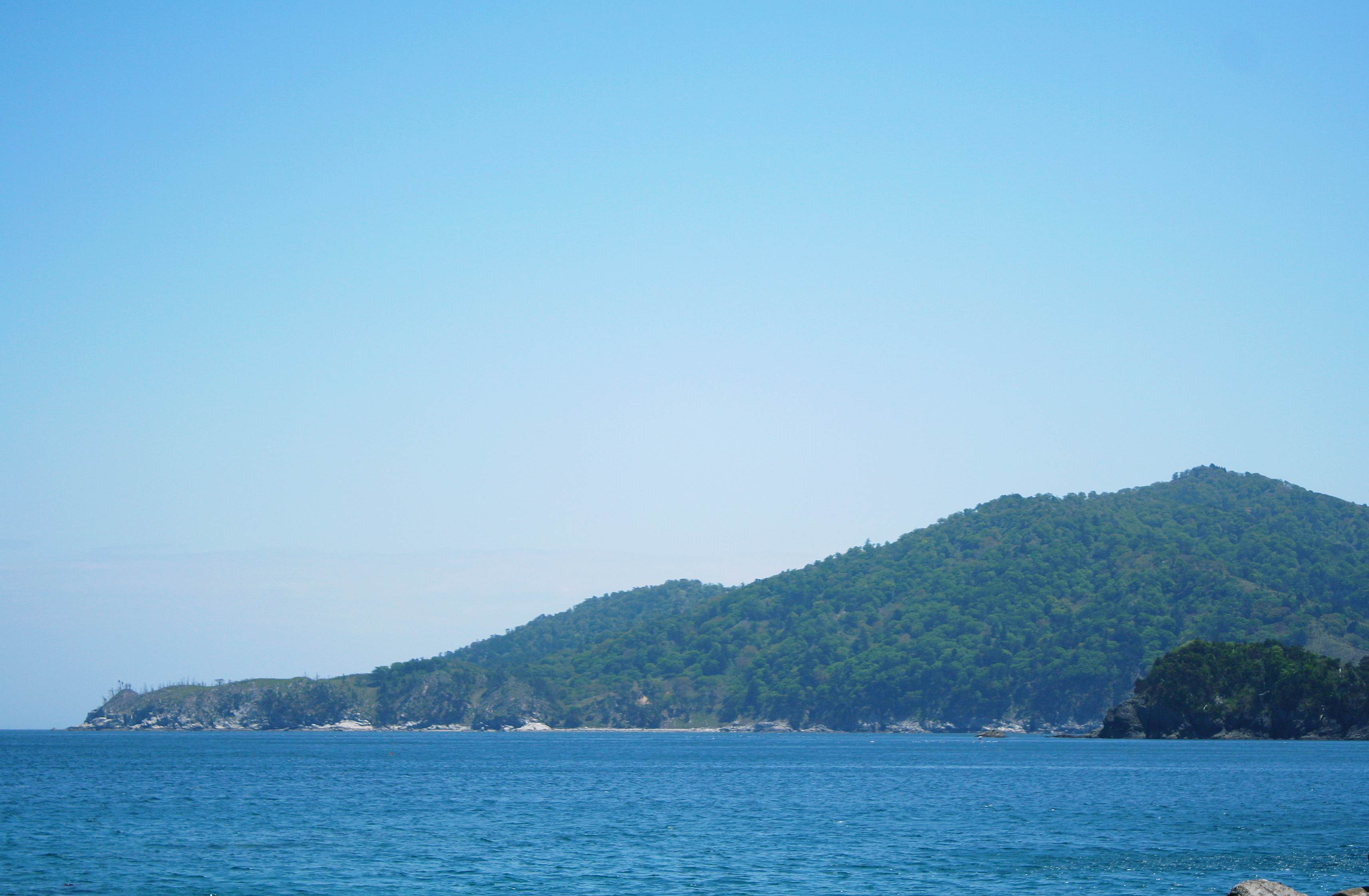
金華山仁王崎
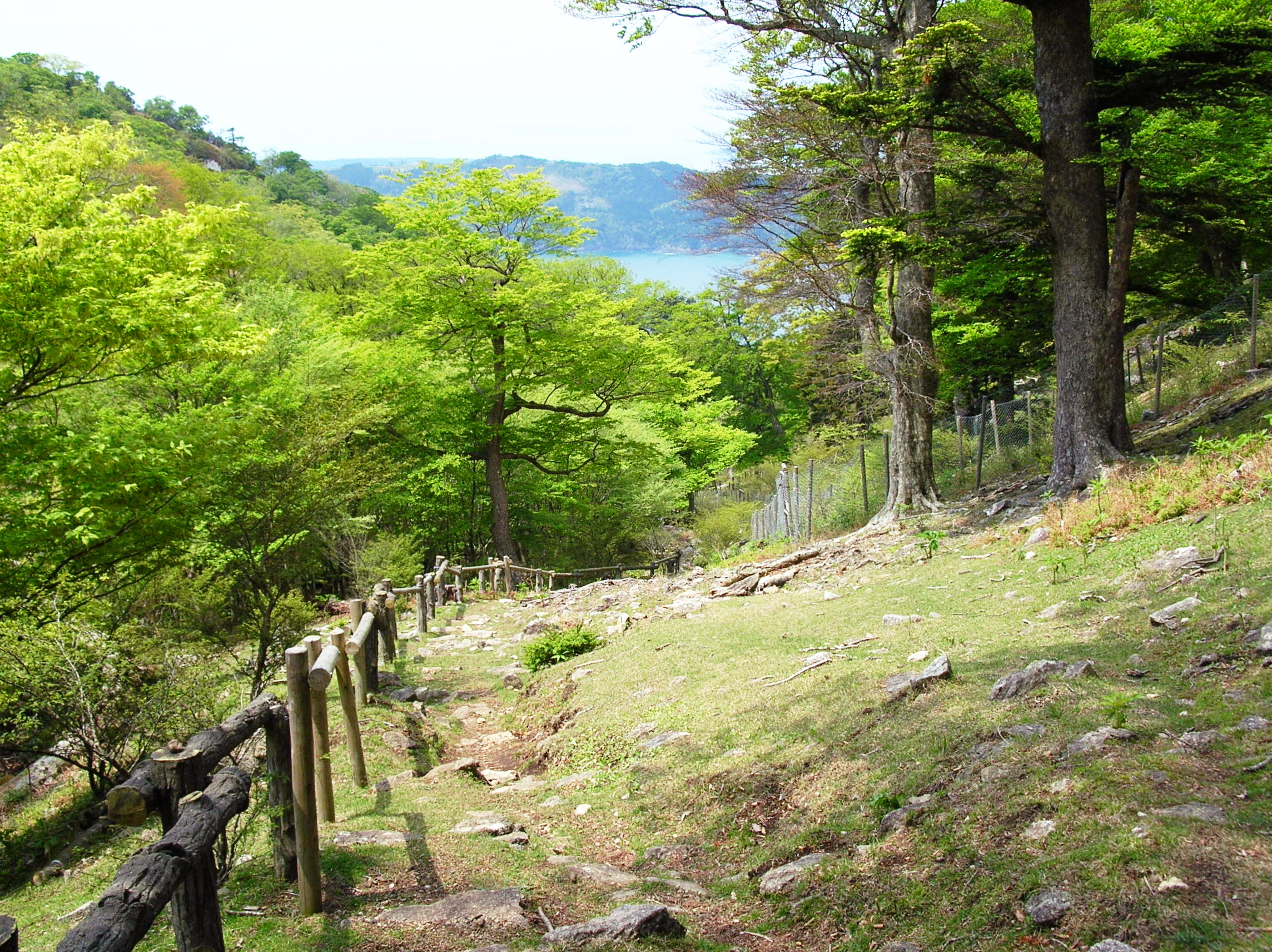
金華山の登山道
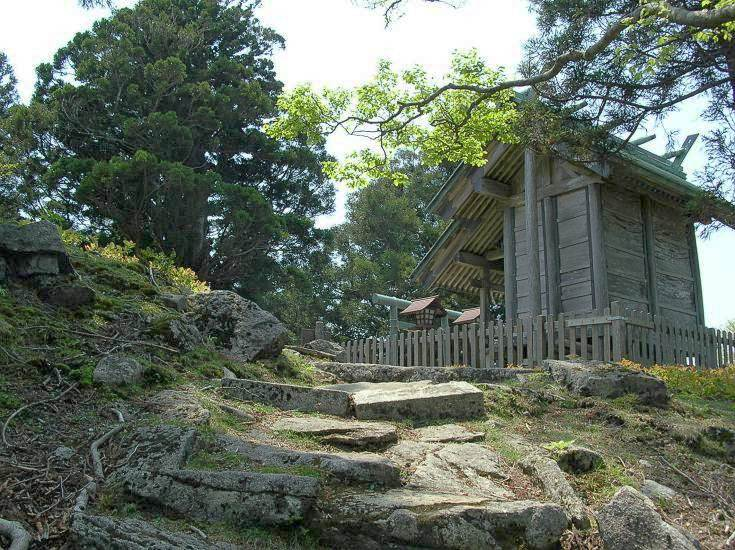
金華山山頂大海祇神社
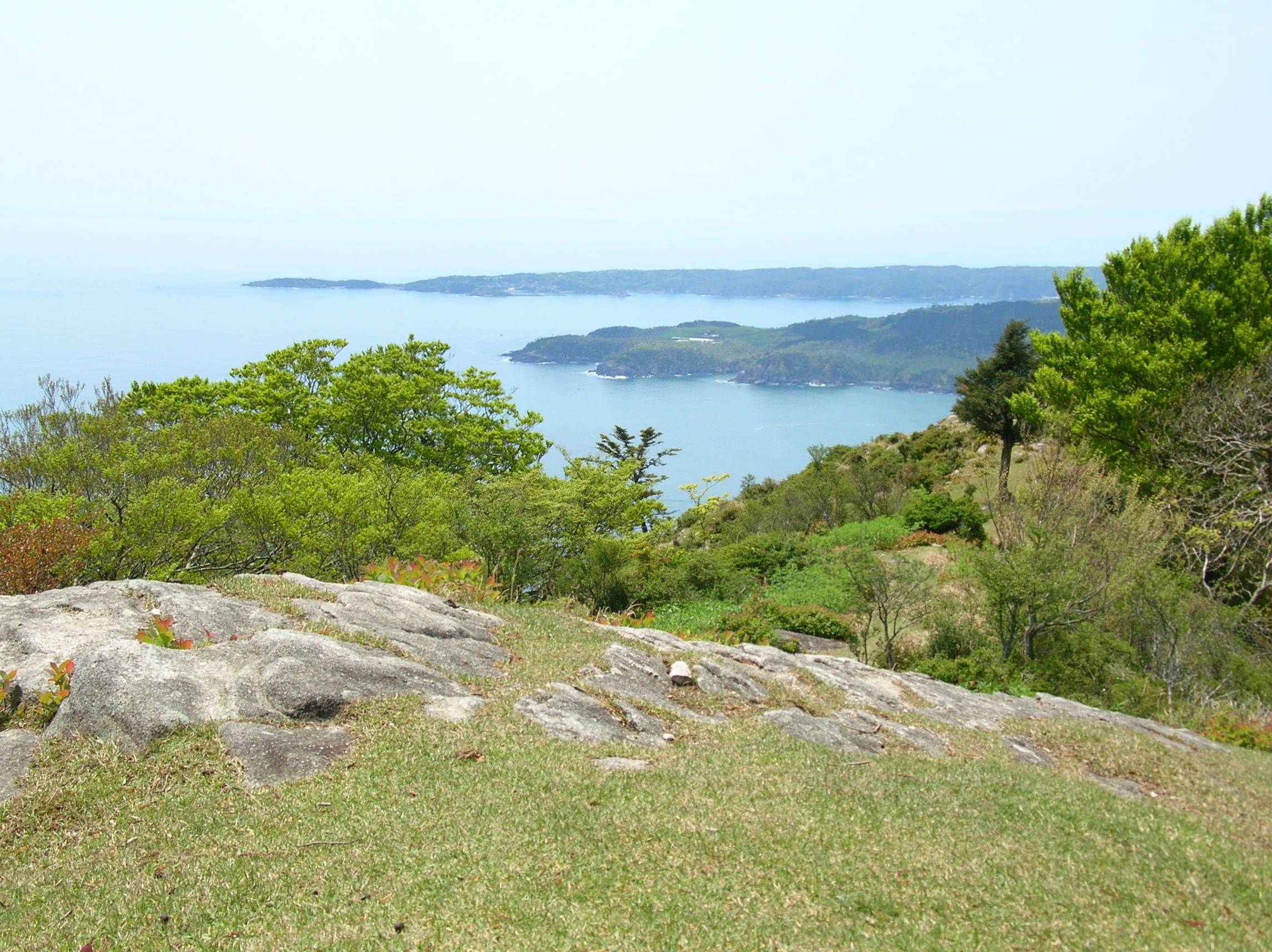
金華山山頂から南側（牡鹿半島先端と網地島）
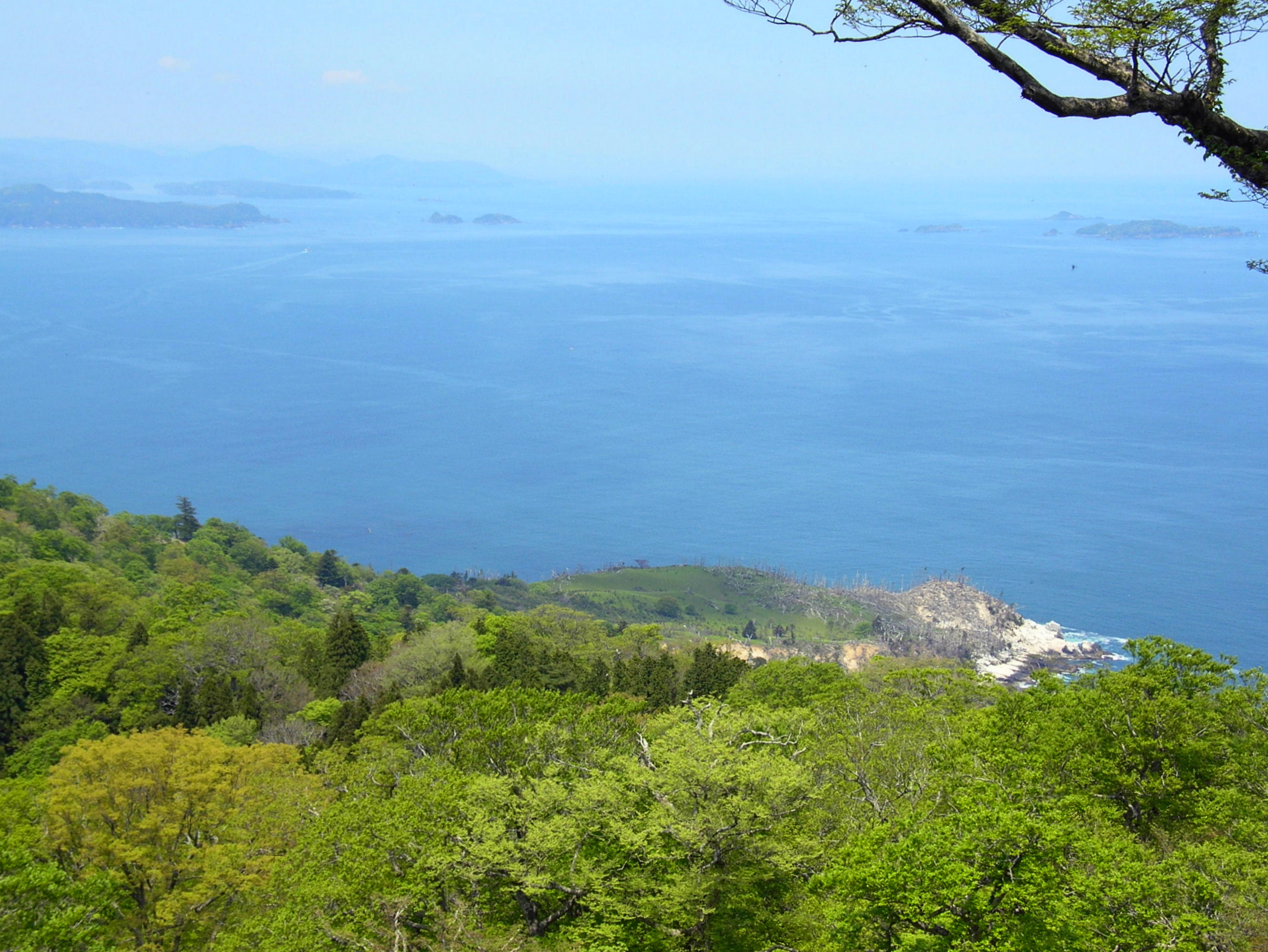
金華山から北側沿岸の眺望
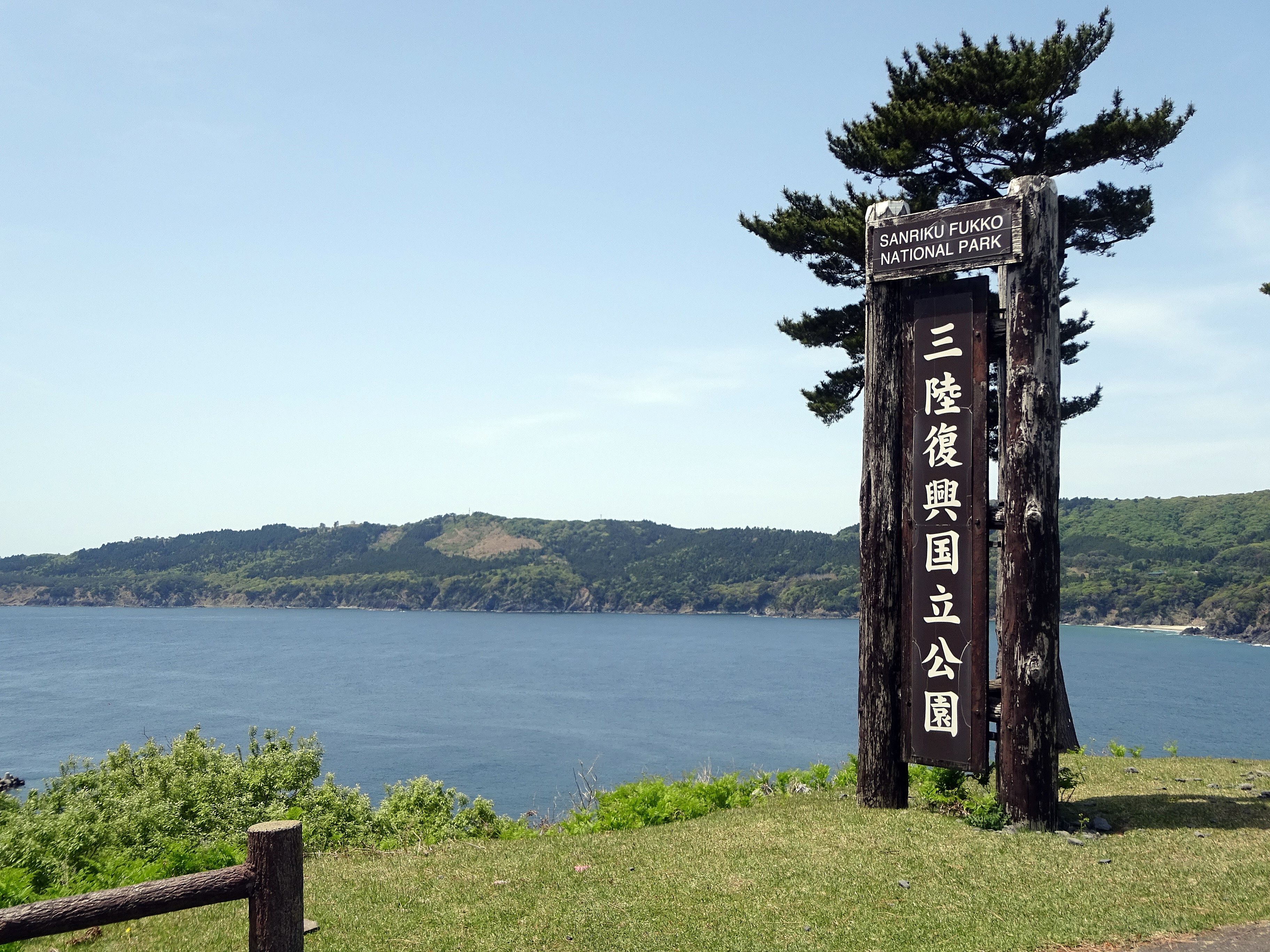
金華山より牡鹿半島を望む

## 位置
金華山
- 北緯38度17分43秒 東経141度34分00秒 / 北緯38.29528度 東経141.56667度
- 金華山(石巻) - 地理院地図
- 金華山 - Google マップ